# Gemini 10
Gemini 10 (GT-10) war ein bemannter Weltraumflug im Rahmen des amerikanischen Gemini-Programms.

## Besatzung
Kommandant von Gemini 10 wurde John Young, der bereits mit Gemini 3 im All war und somit seinen zweiten Weltraumflug unternahm. Als Pilot wurde Michael Collins ausgewählt. Die spezielle Vorbereitung für diesen Flug begann für die Mannschaft im Januar 1966.
Die Ersatzmannschaft von Gemini 10 bestand zuerst aus Jim Lovell und Buzz Aldrin. Der Tod von Elliot See und Charles Bassett am 28. Februar 1966, die als Hauptmannschaft für Gemini 9 vorgesehen waren, führte jedoch im nächsten Monat zu einigen Änderungen in den Mannschaftszuweisungen: Tom Stafford und Eugene Cernan, die bisherige Ersatzmannschaft von Gemini 9, wurden die neue Hauptmannschaft. Lovell und Aldrin, die bisherige Ersatzmannschaft von Gemini 10, wurde neue Ersatzmannschaft von Gemini 9. Neue Ersatzmannschaft von Gemini 10 wurden Alan Bean und Clifton Williams.
Verbindungssprecher für diesen Flug wurden der Mercury-Veteran Gordon Cooper und Buzz Aldrin.

## Vorbereitung
Bisher war es bei den Gemini-Flügen nur ein einziges Mal gelungen, das Raumschiff an einen Zielsatelliten zu koppeln, jedoch kam es bei Gemini 8 zu großen Schwierigkeiten; bei Gemini 9 war die Kopplung ganz unmöglich gewesen. Deshalb wurde bei Gemini 10 großer Wert auf die Kopplung mit dem Agena-Satelliten gelegt.
Ein weiterer Höhepunkt sollte ein Weltraumausstieg von Michael Collins sein.
Das Gemini-Raumschiff Nummer 10 wurde von McDonnell am 13. Mai 1966 in Cape Kennedy angeliefert, die Titan-Rakete am 7. Juni aufgebaut. Zwei Tage später konnte das Raumschiff auf der Trägerrakete montiert werden.

## Flugverlauf

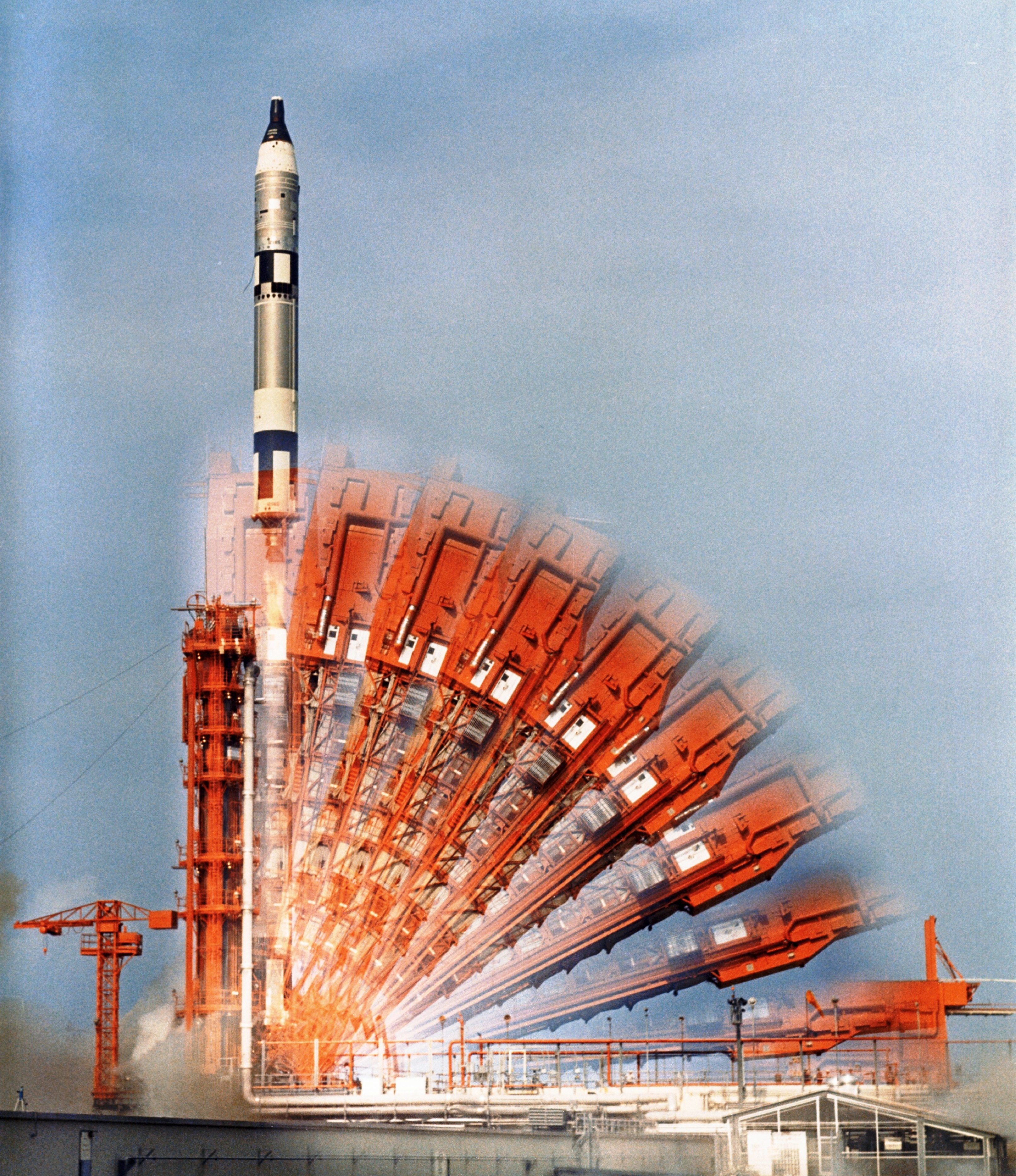
Gemini 10 – Start aus Einzelbildern

Die Mission Gemini 10 begann am 18. Juli 1966 um 20:39 UTC mit dem Start des Agena-Satelliten GATV-10 (Gemini Agena Target Vehicle) durch eine Atlas-Agena-Rakete.
Um 22:20 UTC folgte das Gemini-Raumschiff mit einer Titan-Rakete. Bei Erreichen der Erdumlaufbahn war Gemini 10 noch 1.600 km von GATV-10 entfernt. Die optische Navigation durch die Astronauten schlug fehl, weil die ermittelten Werte nicht mit denen der Bodenstationen übereinstimmten.
Gemini 10 näherte sich dem Zielsatelliten und koppelte am 19. Juli um 04:13 UTC problemlos an. Aufgrund unterschiedlicher Umlaufbahnen waren mehrere Kurskorrekturen notwendig, die bereits einen Großteil des Treibstoffvorrats aufzehrten, weshalb auf weitere Koppelmanöver, die ursprünglich geplant waren, verzichtet werden musste.
Das Triebwerk von GATV-10 wurde gezündet und brachte Gemini 10 auf eine höhere Umlaufbahn. Es war das erste Mal in der Geschichte der bemannten Raumfahrt, dass ein Raumschiff nicht nur an einen anderen Flugkörper ankoppelte, sondern auch noch dessen Antrieb nutzte. Bei dieser Bahnänderung flogen die Astronauten mit dem Rücken zur Flugrichtung und wurden durch die Beschleunigung nach vorne in die Gurte gedrückt.
Mit 763 km wurde der Höhenrekord, der bis dahin von der Besatzung von Woschod 2 mit 475 km gehalten wurde, bei weitem überboten.
Mike Collins führte am 19. Juli um 21:44 UTC die erste Außenbordaktivität der Mission durch, indem er, in der offenen Luke stehend, für 49 Minuten Sterne und die Erde fotografierte. Diese Art der Außenbordaktivität, bei dem der Astronaut das Raumschiff nicht verlässt, wird Stand-Up-EVA (Abk.: SEVA) genannt.

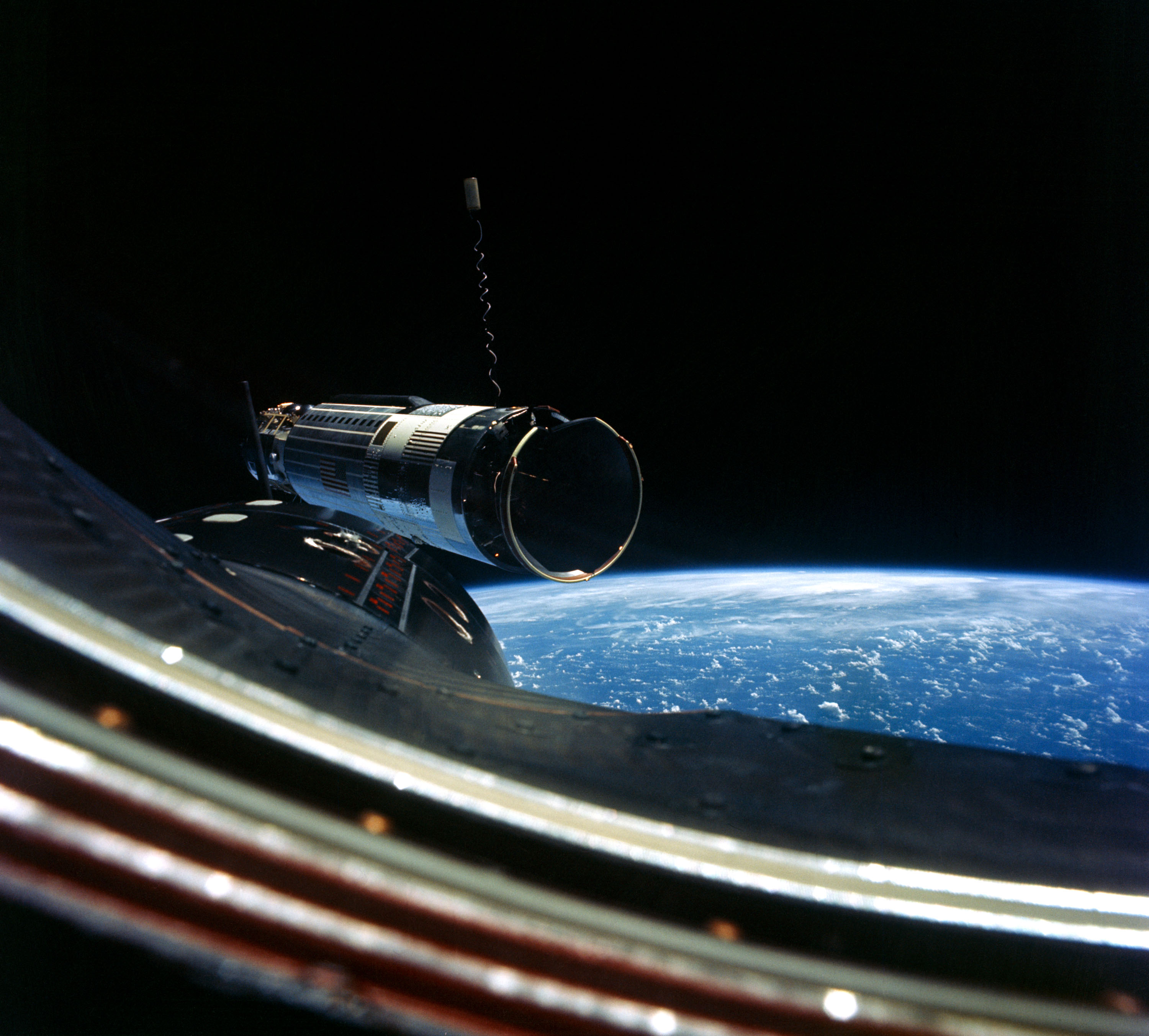
Gemini 10 – Der Agena-Zielsatellit

Nach weiteren Kurskorrekturen wurde Gemini 10 auf die gleiche Umlaufbahn wie GATV-8 gebracht, der Zielsatellit, der im März für Gemini 8 gestartet wurde. Die Batterien von GATV-8 waren leer, so dass der Radarresponder nicht funktionierte und die Besatzung auf optische Navigation angewiesen war.
Die Annäherung an GATV-8 klappte ohne Probleme. Young steuerte Gemini 10 bis auf einen Abstand von zwei Metern an das Ziel. Collins verließ am 20. Juli um 23:07 UTC das Gemini-Raumschiff und hangelte sich zur Agena, um von dort eine Platte zur Bestimmung der Mikrometeoriten-Tätigkeit zu holen. Beim ersten Versuch rutschte er an der glatten Oberfläche ab und taumelte ins All, konnte aber seine Lage stabilisieren. Beim zweiten Versuch konnte er die Platte erfolgreich demontieren, verlor aber dabei seine Hasselblad-Kamera. Als er in das Raumschiff zurückstieg, verhedderte er sich in der Sicherungsleine.

## Landung
Am nächsten Tag (21. Juli) zündete Gemini 10 um 20:31 UTC die Bremsraketen und wasserte 36 Minuten später im West-Atlantik, 5,4 Kilometer vom Zielpunkt entfernt. Die Astronauten wurden an Bord eines Hubschraubers zum Bergungsschiff Guadalcanal gebracht.

## Bedeutung für das Gemini-Programm
Insgesamt konnte Gemini 10 als Erfolg gewertet werden. Das Rendezvous mit zwei verschiedenen Zielsatelliten funktionierte problemlos, ebenso das Andocken und das Zünden des Agena-Triebwerkes. Ein Problem waren immer noch die Außenbordaktivitäten, bei denen der Astronaut weit weniger effizient arbeiten konnte als geplant. Für weitere Flüge mussten mehr Zeit und auch Ruhepausen eingeplant werden.
Für die noch funktionierende Agena (GATV-10) war die Mission nach der Landung der Gemini-Rückkehrkapsel noch nicht beendet. Die NASA-Techniker zündeten das Triebwerk ferngesteuert und brachten sie auf eine andere Bahn, um die Temperaturen in verschiedenen Abständen zur Erde zu messen.

## Trivia
Die Messung der Herzfrequenz des Astronauten Michael Collins während des Starts ergab einen Puls von 144 Schlägen pro Minute, was auf einen erhöhten Erregungszustand hindeutet. Demgegenüber lag der Puls des Kommandanten John Young während des Starts bei lediglich 70 Schlägen pro Minute. Dies brachte John Young unter seinen Kollegen den Titel "emotionslosester Mensch der Welt" ein.